# Sherman (Mississippi)
Pour les articles homonymes, voir Sherman.
Sherman est une ville américaine située dans les comtés d'Union, de Lee et de Pontotoc, dans le Mississippi. Selon le recensement de 2020, sa population est de 600 habitants.